# Bömlafjordtunneln

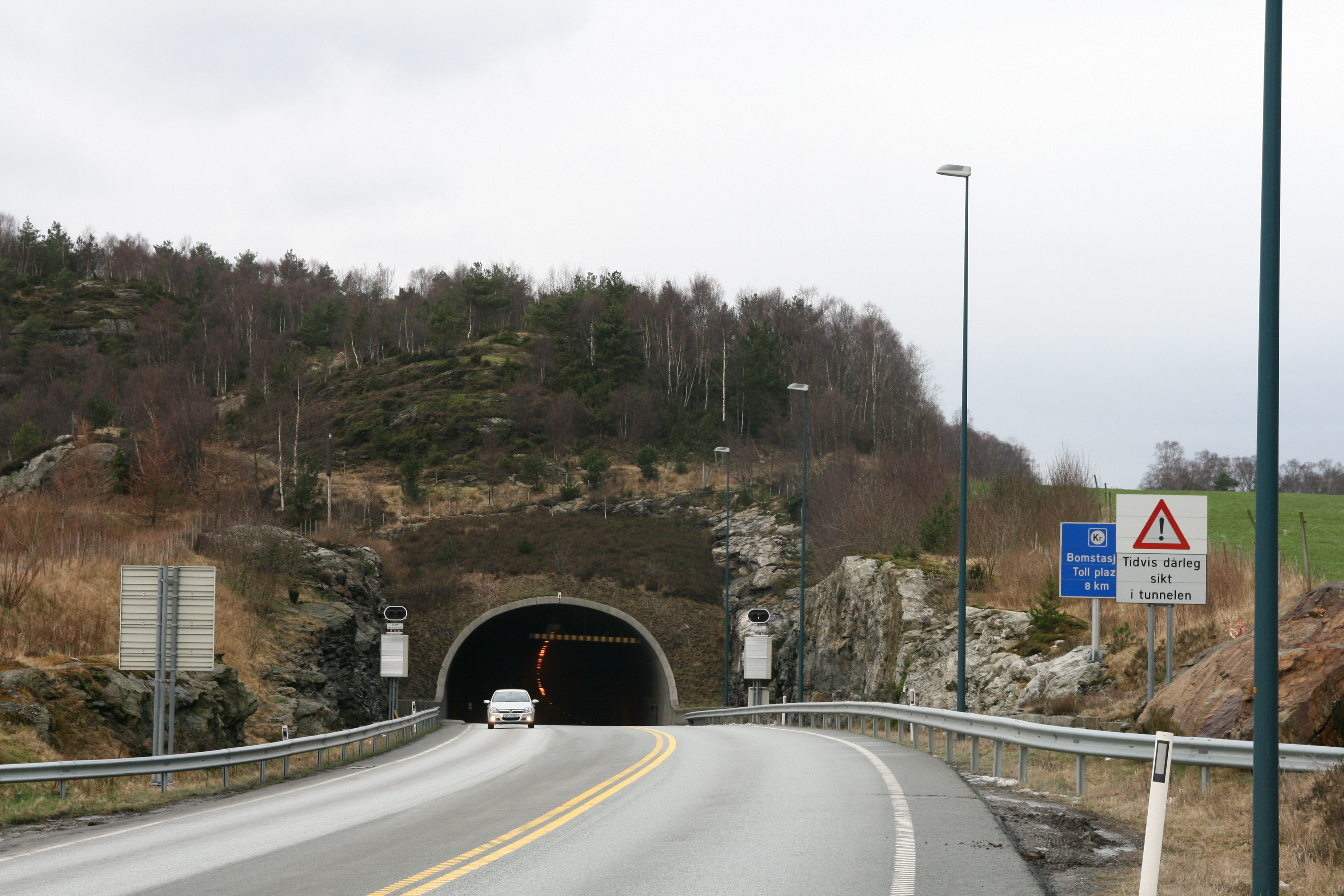
Bömlafjordtunneln.

Bömlafjordtunneln (no:Bømlafjordtunnelen) är en 7931 meter lång vägtunnel i Norge. Den går under havet mellan fastlandet norr om Haugesund till en mindre ö, Föyno, varifrån broar ansluter till de större öarna Stord och Bømlo. Tunneln korsar Bömmelfjorden/Bømlafjorden, och når 262 meter under havsnivån, den lägsta punkten på hela europavägnätet. Tunneln invigdes år 2000. Därmed minskade antalet färjesträckor längs E39 från tio till nio.